# تی ای ام پی او
تی ای ام پی او (به انگلیسی: TEMPO) با فرمول شیمیایی C9H18NO یک ترکیب شیمیایی با شناسه پاب‌کم 2724126 است. که جرم مولی آن ۱۵۶٫۲۵ گرم بر مول می‌باشد. 